# Erumaipatti
Erumaipatti (o Erumaippatti) è una suddivisione dell'India, classificata come town panchayat, di 9.303 abitanti, situata nel distretto di Namakkal, nello stato federato del Tamil Nadu. In base al numero di abitanti la città rientra nella classe V (da 5.000 a 9.999 persone).

## Geografia fisica
La città è situata a 11° 10' 0 N e 78° 16' 60 E e ha un'altitudine di 134 m s.l.m..

## Società

### Evoluzione demografica
Al censimento del 2001 la popolazione di Erumaipatti assommava a 9.303 persone, delle quali 4.706 maschi e 4.597 femmine. I bambini di età inferiore o uguale ai sei anni assommavano a 935, dei quali 490 maschi e 445 femmine. Infine, coloro che erano in grado di saper almeno leggere e scrivere erano 6.585, dei quali 3.697 maschi e 2.888 femmine.